# Diario de Almería (1878-1887)
El Diario de Almería fue un periódico español editado en la ciudad de Almería entre 1878 y 1887.

## Biografía
Fundado en 1878 por el sacerdote Eusebio Arneta, surgió a iniciativa de sectores integristas vinculados a la Iglesia. Al frente de la publicación estuvo el sacerdote Bartolomé Carpente. De línea editorial marcadamente católico-integrista, carlista, antirrepublicana, antisocialista, antimasónica y ultramontana, el diario La Crónica Meridional dijo en un ocasión del Diario de Almería que «mojaba la pluma en la bilis de un caballero carlista». Mantuvo una fuerte rivalidad con La Crónica Meridional, diario al que intentó superar. Durante su existencia se convirtió en el principal representante de la prensa católica en Almería. Continuó publicándose al menos hasta 1887. Tras su desaparición sería sucedido por El Semanario Popular.
En la actualidad no se conservan ejemplares de este periódico.